# Jesse Ball
Jesse Ball, né le 7 juin 1978 à Port Jefferson, dans l'État de New York, est un poète et romancier américain. Il a publié des romans, des recueils de poésie, des nouvelles en prose, et des dessins. Ses œuvres se distinguent par l'utilisation d'un style dépouillé et ont été comparées à celles de Jorge Luis Borges et Italo Calvino,,.

## Biographie

### Jeunesse et Éducation
Jesse Ball est issu d'une famille de la classe moyenne parlant l'anglais. Sa famille irlando-sicilienne habite Port Jefferson dans l'état de New York, à Long Island. Son père travaille pour le programme Medicaid, et sa mère est bibliothécaire. Son frère, Abram, est né atteint de trisomie 21 et a fréquenté une école éloignée de l'endroit où vivant la famille. Ball a suivi des cours à Port Jefferson High School, et a ensuite étudié à Vassar College.

## Œuvre
- (en) A Cure for Suicide, 2015
- (en) The Deaths of Henry King, 2015Écrit avec Brian Evenson.
- Recensement, Seuil, 2020 ((en) Census, 2018), 296 p.  (ISBN 978-2-02-140338-1)
- (en) The Divers' Game, 2019
- (en) The Repeat Room, 2024